# Беловодская волость (Сумский уезд)
Беловодская волость — административно-территориальная единица Сумского уезда Харьковской губернии в составе Российской империи. Административный центр — село Беловоды.
В состав волости входило 685 дворов в 10-и поселениях 11-и общин.
Всего в волости проживало 2245 человек мужского пола и 2283 — женского. Крупнейшие поселения волости по состоянию на 1914 год:
- село Беловоды — 2298 жителей.

Старшиной волости являлся Виктор Иванович Борисенко, волостным писарем был Николай Васильевич Сотниченко, председателем волостного суда — Семен Денисович Лазоренко.